# Marcin Mirucki
Marcin Mirucki herbu Poraj (zm. 11 czerwca 1623 roku w Gnieźnie) – kanonik metropolitalny gnieźnieński fundi Kołaty w 1600 roku, kanonik poznańskiej kapituły katedralnej fundi Śródka od 1593 roku, kanonik kapituły kolegiackiej św. Jerzego na zamku w Gnieźnie, sekretarz królewski w latach 1609-1623, pisarz kancelarii mniejszej koronnej w latach 1592-1598.
Pochowany w katedrze gnieźnieńskiej.